# 平野本町
平野本町（ひらのほんまち）は、大阪府大阪市平野区にある町名。現行行政地名は平野本町一丁目から平野本町五丁目。

## 地理
平野区の中央部に位置し、東に平野東、西に背戸口、南に流町、北に平野上町と接している。

## 歴史

### 沿革
- 1922年（大正11年）、大阪府東成郡平野郷町大字平野野堂・平野市・平野背戸口・平野西脇の各一部より、平野郷町本町1 - 6丁目成立。
- 1925年（大正14年）、大阪市に編入され、大阪市住吉区平野本町1 - 6丁目となる。
- 1943年（昭和18年）、分区が実施され、東住吉区の所属となる。
- 1974年（昭和49年）、分区と同時に住居表示が実施され、大阪市東住吉区平野本町1 - 6丁目・平野新町1 - 6丁目・平野京町1 - 6丁目・平野梅ケ枝町1 - 6丁目・平野西脇町・平野背戸口町・平野流町・平野三十歩町1 - 3丁目・平野政所町1 - 5丁目・平野田畑町・平野野堂町の各一部より、平野区平野本町1 - 5丁目成立[5]。

## 世帯数と人口
2024年（令和6年）9月30日現在（大阪市発表）の世帯数と人口は以下の通りである。
| 丁目           | 世帯数    | 人口    |
| -------------- | --------- | ------- |
| 平野本町一丁目 | 716世帯   | 1,466人 |
| 平野本町二丁目 | 582世帯   | 986人   |
| 平野本町三丁目 | 497世帯   | 910人   |
| 平野本町四丁目 | 599世帯   | 1,139人 |
| 平野本町五丁目 | 537世帯   | 1,155人 |
| 計             | 2,931世帯 | 5,656人 |

### 人口の変遷
国勢調査による人口の推移。
| 1995年（平成7年）  | 6,030人 | [ 6 ]  |  |
| 2000年（平成12年） | 5,764人 | [ 7 ]  |  |
| 2005年（平成17年） | 5,596人 | [ 8 ]  |  |
| 2010年（平成22年） | 5,742人 | [ 9 ]  |  |
| 2015年（平成27年） | 5,572人 | [ 10 ] |  |
| 2020年（令和2年）  | 5,569人 | [ 11 ] |  |

### 世帯数の変遷
国勢調査による世帯数の推移。
| 1995年（平成7年）  | 2,389世帯 | [ 6 ]  |  |
| 2000年（平成12年） | 2,403世帯 | [ 7 ]  |  |
| 2005年（平成17年） | 2,391世帯 | [ 8 ]  |  |
| 2010年（平成22年） | 2,555世帯 | [ 9 ]  |  |
| 2015年（平成27年） | 2,550世帯 | [ 10 ] |  |
| 2020年（令和2年）  | 2,749世帯 | [ 11 ] |  |

## 学区
市立小・中学校に通う場合、学区は以下の通りとなる。なお、小学校・中学校入学時に学校選択制度を導入しており、通学区域以外に通学区域に隣接している小学校・平野区内にある中学校から選択することも可能。
| 丁目           | 番 | 小学校               | 中学校               |
| -------------- | --- | -------------------- | -------------------- |
| 平野本町一丁目 | 全域 | 大阪市立平野西小学校 | 大阪市立平野中学校   |
| 平野本町二丁目 | 全域 | 大阪市立平野西小学校 | 大阪市立平野中学校   |
| 平野本町三丁目 | 全域 | 大阪市立平野小学校   | 大阪市立平野北中学校 |
| 平野本町四丁目 | 1番 6番1～8号・23～26号 7番1～7号・27～30号 9番1～7号・18～20号 10番1～6号・19〜20号 11～15番 16番1～6号・8～13号 16番33～34号 16番7・14号（各一部） | 大阪市立平野小学校   | 大阪市立平野北中学校 |
| 平野本町四丁目 | 2番 3番1～14号・28号 3番18・27号（各一部） 4番1～10号・23～26号 5番、6番9～22号 7番8～26号 8番1～10号・24～27号                                      | 大阪市立平野西小学校 | 大阪市立平野中学校   |
| 平野本町四丁目 | 3番15～17号・19～26号 3番18・27号（各一部） 4番11～22号 8番11～23号 9番8～17号 10番7～18号 16番15～32号 16番7・14号（各一部）                        | 大阪市立平野南小学校 | 大阪市立摂陽中学校   |
| 平野本町五丁目 | 全域 | 大阪市立平野南小学校 | 大阪市立摂陽中学校   |

## 事業所
2021年（令和3年）現在の経済センサス調査による事業所数と従業員数は以下の通りである。
| 丁目           | 事業所数  | 従業員数 |
| -------------- | --------- | -------- |
| 平野本町一丁目 | 57事業所  | 321人    |
| 平野本町二丁目 | 60事業所  | 545人    |
| 平野本町三丁目 | 66事業所  | 167人    |
| 平野本町四丁目 | 71事業所  | 362人    |
| 平野本町五丁目 | 49事業所  | 255人    |
| 計             | 303事業所 | 1,650人  |

## 交通

### バス
2020年4月現在
- 大阪シティバス[15]
  - 1号系統：平野東二丁目
  - 3・73号系統：流町
  - 9号系統：背戸口四丁目
  - 30号系統：平野東二丁目 - 平野南口 - 流町

### 道路
- 国道479号
- 大阪府道186号大阪羽曳野線

## 施設
- 大阪平野本町二郵便局[16]
- 大阪平野本町郵便局[17]
- 大阪信用金庫 平野支店[18]
- 新聞屋さん博物館
- 光永寺
- 全興寺
- 長寶寺
- プロムナード平野（旧南海平野線平野駅）
- ショッピングセンター・ビス平野
- サンアレイ平野本町通商店街
- 平野南海商店街
- 平野本町西商店街
- 平野地下鉄東筋商店街

## その他

### 日本郵便
- 〒547-0044[3]（集配局：平野郵便局[19]）